# ویتواتر (میسوری)
ویتواتر (به انگلیسی: Whitewater) یک روستا (ایالات متحده آمریکا) در ایالات متحده آمریکا است که در شهرستان کاپ گیرارداو، میزوری واقع شده‌است.
 ویتواتر ۰٫۵۶ کیلومتر مربع مساحت و ۱۲۵ نفر جمعیت دارد و ۱۱۴٫۰ متر بالاتر از سطح دریا واقع شده‌است.